# 阿里尤尔
阿里尤尔（Ariyur），是印度泰米尔纳德邦Vellore县的一个城镇。总人口5429（2001年）。

## 人口
该地2001年总人口5429人，其中男性2717人，女性2712人；0—6岁人口516人，其中男283人，女233人；识字率75.67%，其中男性为81.85%，女性为69.47%。